# Бе (Во)
Бе (фр. Bex) — громада  в Швейцарії в кантоні Во, округ Егль.

## Географія
Громада розташована на відстані близько 85 км на південний захід від Берна, 45 км на південний схід від Лозанни.
Бе має площу 96,6 км², з яких на 4,6% дозволяється будівництво (житлове та будівництво доріг), 26,7% використовуються в сільськогосподарських цілях, 33,6% зайнято лісами, 35% не є продуктивними (річки, льодовики або гори).

## Демографія
2019 року в громаді мешкало 7879 осіб (+21,2% порівняно з 2010 роком), іноземців було 32,2%. Густота населення становила 82 осіб/км².
За віковим діапазоном населення розподілялося таким чином: 23,5% — особи молодші 20 років, 58,3% — особи у віці 20—64 років, 18,3% — особи у віці 65 років та старші. Було 3424 помешкань (у середньому 2,2 особи в помешканні).
Із загальної кількості 2649 працюючих 151 був зайнятий в первинному секторі, 822 — в обробній промисловості, 1676 — в галузі послуг.